# Paweł Deresz
Paweł Jan Deresz (ur. 23 marca 1937 w Warszawie) – polski dziennikarz, wieloletni korespondent polskiej prasy w Czechosłowacji, w latach 1984–1999 zastępca redaktora naczelnego „Kuriera Polskiego”. 

## Życiorys
Ukończył studia z dziedziny filologii na Uniwersytecie Jagiellońskim. W latach 1962–1967 był dziennikarzem Polskiej Agencji Prasowej. W 1967 roku rozpoczął pracę w redakcji zagranicznej związanego z SD „Kuriera Polskiego”. Pełnił funkcję II sekretarza POP PZPR w redakcji tej gazety. W latach 1977–1978 był kierownikiem działu polityczno-gospodarczego Polskiej Agencji „Interpress”, zaś od 1979 do 1984 pracował jako stały korespondent agencji w Czechosłowacji akredytowany również na Węgrzech. W 1984 roku powrócił do „Kuriera Polskiego” na stanowisko zastępcy redaktora naczelnego, które sprawował do 1999. W tym czasie był również autorem korespondencji prasowych z Pragi. Pisywał także relacje ze Związku Radzieckiego. Po upadku gazety pracował jako stały korespondent czeskiego pisma „Týden” oraz słowackiej gazety „Praca”, współpracował również z BBC oraz chorwackim miesięcznikiem „Banka”. Był członkiem zarządu Polskiej Agencji Informacyjnej (2002–2004), następnie zaś konsultantem zarządu Polskiej Agencji Informacyjnej i Inwestycji Zagranicznych (od 2004). Dokonywał tłumaczeń z języka czeskiego na język polski (m.in. publikacji poświęconych tematyce sportowej). 
W latach 1961–1963 sprawował funkcję pierwszego w historii sekretarza Towarzystwa Kulturalnego Czechów i Słowaków w Polsce. 
Jest tenisistą, wielokrotnym mistrzem Polski dziennikarzy w tej dziedzinie, a także autorem publikacji poświęconych tenisowi. 
W wyborach w 2011 bez powodzenia ubiegał się o mandat senatorski w okręgu nr 38 (Żyrardów – Płock) z ramienia Sojuszu Lewicy Demokratycznej (jako bezpartyjny). Bezskutecznie kandydował także z listy SLD Lewica Razem do sejmiku mazowieckiego w wyborach w 2014.
Odznaczony m.in. Krzyżem Kawalerskim Orderu Odrodzenia Polski (1984). 
Był mężem Jolanty Szymanek-Deresz. Jego zięciem jest aktor Dariusz Lewandowski. 

## Publikacje
- Tenis: sport dla każdego: Roland Garros, Wimbledon, Flushing Meadow, Australia Open (współautor Andrzej Roman), Agencja „Omnipress”, Spółdzielnia Pracy Dziennikarzy, Warszawa 1986
- Kurier Polski: gazety jak nóż portret własny (red. i autor wspomnień), Printpartner Jakon, Warszawa–Piaseczno 2009